# Rheintal/Walgau Autobahn
Rheintal/Walgau Autobahn – autostrada A14 w Austrii o długości 63,4 km.
Pomiędzy granicą Niemiec i węzłem Dornbirn-Süd pokrywa się z trasą europejską E43, a między węzłami Dornbirn-Süd i Bludenz -  z trasą europejską E60.
Autostrada przebiega w dolinie Renu, a następnie w Walgau. Jest fragmentem trasy przebiegającej przez Austrię zachodnią (Tyrol i Vorarlberg), na którą składają się też autostrada A12 i droga ekspresowa S16.